# Резервний фронт
Резе́рвний фронт — оперативно-стратегічне об'єднання радянських військ з 30 липня до 10 жовтня 1941 та з 12 до 23 березня 1943 у Другій світовій війні.

## Історія

### Резервний фронт першого формування
Резервний фронт створений 30 липня 1941 року на підставі наказу Ставки ВГК від 29 липня 1941 року для об'єднання дій резервних армій, розгорнутих на Ржевсько-Вяземському оборонному рубежі. До складу фронту увійшли 24-та, 31-ша, 32-га, 33-тя, 34-та загальновійськові армії. Надалі в нього входили 43-тя, 49-та загальновійськові армії, Ржевсько-Вяземський, Спас-Дем'янський укріплені райони. У серпні — вересні 1941 року війська фронту ліквідовували єльнінський виступ.
У ході осіннього наступу німецьких військ під Москвою війська фронту вели оборону на головному напрямі, частина з них була оточена.
10 жовтня 1941 року з'єднання фронту увійшли до складу Західного фронту.

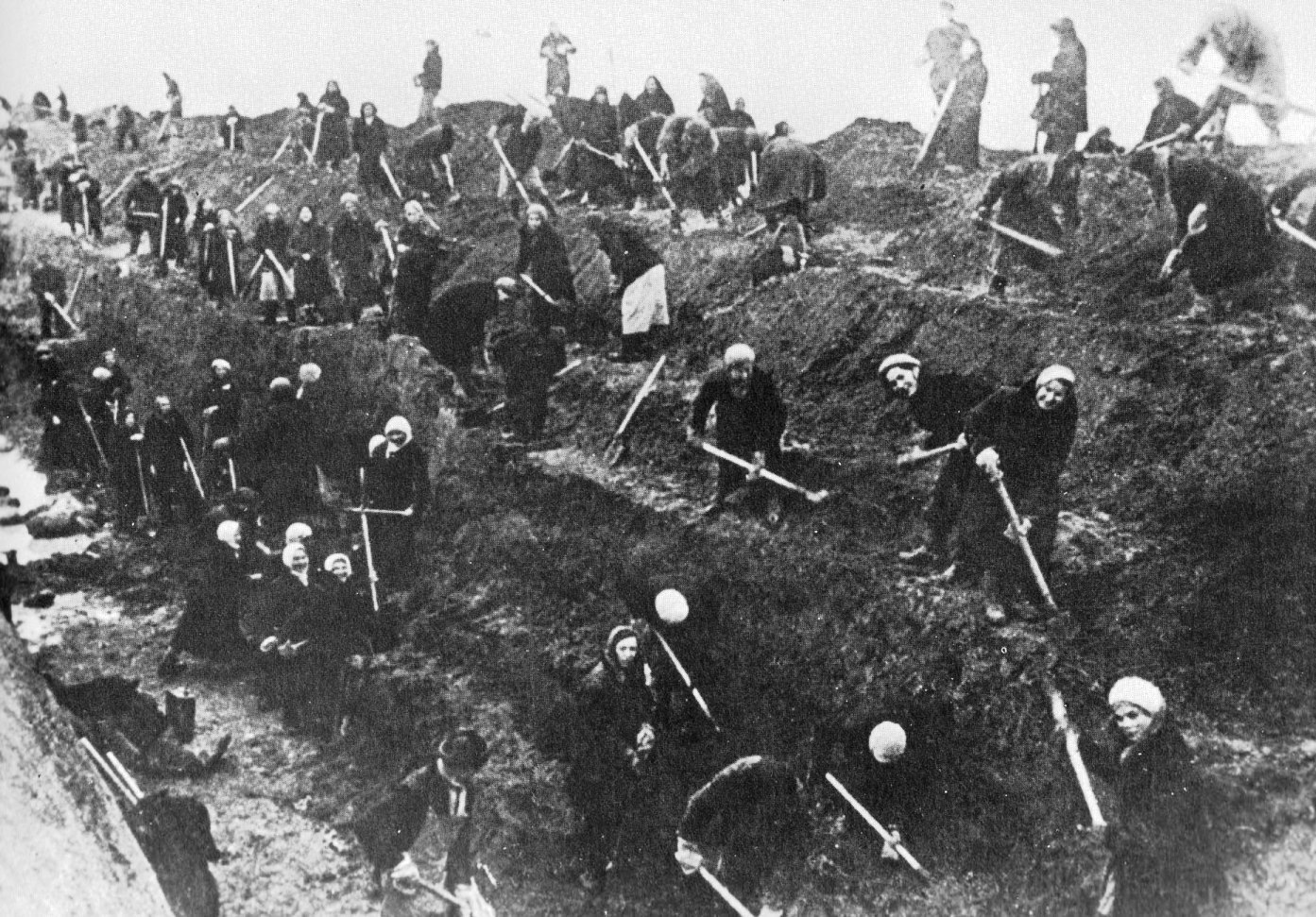
Підготовка протитанкових ровів під час оборони Москви. Жовтень 1941

### Резервний фронт другого формування
Знов Резервний фронт сформований 12 березня 1943 року на підставі директиви Ставки ВГК від 11 березня 1943 року із з'єднань, що звільнилися з виступу Вяземського і передислокованих на Курський напрям, з'єднань Брянського фронту. До складу фронту увійшли 2-га резервна, 24-та, 66-та загальновійськові армії.
23 березня 1943 року на підставі директиви Ставки ВГК від 19 березня 1943 року перейменований в Курський фронт. Востаннє Резервний фронт утворений 10 квітня 1943 року із з'єднань резерву на воронезько-курському напрямку.
15 квітня 1943 року перейменований на Степовий військовий округ.

## Військові операції

### Стратегічні операції
- Московська оборонна операція 1941
- Смоленська битва (1941)

### Фронтові та армійські операції
- Вяземська оборонна операція 1941;
- Єльнінська наступальна операція 1941;
- Смоленська оборонна операція 1941.

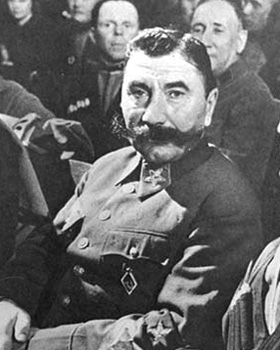
Командувач Резервним фронтом Маршал Радянського Союзу Будьонний С. М.

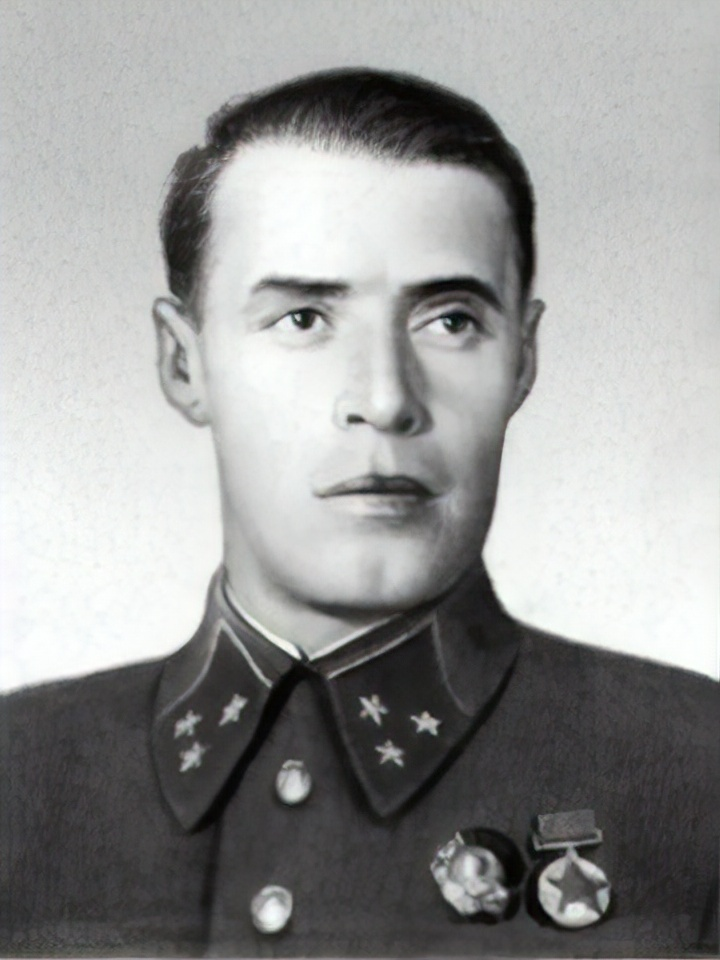
Командувач Резервним фронтом генерал-лейтенант Попов М. М.

## Військові формуванняу складі фронту

### 1 жовтня1941року
- Армії:
  - 24-та армія;
  - 31-ша армія;
  - 32-га армія;
  - 33-тя армія;
  - 43-тя армія;
  - 49-та армія;
- З'єднання фронтового підпорядкування
  - Артилерійські та мінометні з'єднання:
    - 488-й корпусний артилерійський полк;
    - 104-й гаубичний артилерійський полк;
    - 109-й гаубичний артилерійський полк;
    - 42-га окрема гвардійська мінометна дивізія;

  - Бронетанкові та механізовані з'єднання:
    - 147-ма танкова бригада;

  - Інженерні війська:
    - 6-й моторизований інженерний батальйон;
    - 84-й окремий саперний батальйон.

## Командувачі
- генерал армії Г. К. Жуков (30 липня — 12 вересня 1941)
- Маршал Радянського Союзу С. М. Будьонний (13 вересня — 8 жовтня 1941)
- генерал армії Г. К. Жуков (8 жовтня — 12 жовтня 1941)
- генерал-полковник М. А. Рейтер (12 березня — 23 березня 1943)
- генерал-лейтенант М. М. Попов (10 квітня 1943 — 15 квітня 1943)

## Додаткова інформація
- Приказ Ставки ВК № 00583 о формировании Резервного фронта